# Station Novéant
Station is een spoorwegstation in de Franse gemeente Novéant.